# Las Margaritas (Panamá)
Las Margaritas es un corregimiento del distrito de Chepo, en la provincia de Panamá, república de Panamá, tiene como representante al señor Rogelio Aguilar. Es muy conocido por sus carnavales, que fueron los primeros del área este del país y los que conservan más de la tradición tableña.
El poblado principal está ubicado entre el río Bonete y el río Mamoní.

## Límites
- Al norte: Comarca Guna Yala
- Al Sur: Distrito de Chepo (cabecera)
- Al Este: Corregimiento de El Llano
- Al oeste: Corregimiento de San Martín

## Etimología
Esta comunidad se originó con la llegada de una cubana llamada Margarita (que no tenía descendientes), y que arribó aproximadamente en el año 1917 y adquirió con título de propiedad 117 hectáreas de tierras, las que dona a personas de escasos recursos, oriundos del interior del país. Por ello, más o menos por la década de 1930 con personas que emigraron de la región de Azuero, se le dio el nombre a la comunidad: “Las Margaritas”, en su honor.
Entre las primeras familias que habitaron la comunidad figuraban los de siguientes apellidos: los Acevedo, los González, los Jaén, los Gutiérrez y los Montenegro, entre otras familias, según información suministrada por los descendientes de los primeros pobladores.
en aquel tiempo existían en el lugar aproximadamente 10 casas. 
En el ámbito religioso se profesan diferentes religiones siendo la predominante El Catolicismo y también con una gran cantidad de miembros El evangelicalismo, entre otras más.  

## Reseña histórica
Este corregimiento surge como un poblado producto de la llegada de migrantes de las provincias centrales y otras partes de la república que llegaron en búsqueda de nuevas tierras y mejores condiciones de vida. Está llegada se calcula que fue entre las décadas de 1940 y 1950.

## Población
Sus principales pobladores provienen de las provincias centrales, principalmente de Los Santos, Herrera pero mayoritariamente de la provincia Veraguas, también existe un importante aumento de personas  procedentes de China y Estados Unidos que an llegado desde diferentes partes del país o de su país de origen para establecerse en el corregimiento. Según el censo del año 2000 la población era de 4,656 personas, de las que 2,478 eran hombres y 2,178 mujeres. La estimación que da la dirección de estadística y censo para el 2009 es que el corregimiento posee una población de 5,392 personas de las que 2,825 son hombres y 2,567 son mujeres. 

## Actualidad
Las Margaritas de Chepo es uno de los corregimientos más prósperos y con menos violencia del país y de la provincia. Sus habitantes trabajan en funciones de los diversos sectores de la economía, además ha realizado un enorme aporte cultural a la región con sus tradiciones y costumbres.
El corregimiento cuenta con algunas sedes de instituciones gubernamentales y otras de carácter privado. 
En el ámbito educativo destaca la existencia del "Centro Educativo Básico General José Del Carmen Echevers", que brinda clases desde el pre-kinder hasta el tercer año de secundaria y da las bases educativas a los futuros profesionales del país.

## Lista de representantes desde la creación del corregimiento
1. Silverio Denis,
2. Víctor Jiménez,
3. Carlos Raúl Brandao,
4. Malaquias Tamayo,
5. Albert Delano Alexander,[6]
6. Mauricio Jaén,[7]
7. Pablo Gutiérrez Quintero[8]
8. Rogelio Aguilar